# Federico Panetta
Federico Damián Panetta (n. 15 de febrero de 1995, Campana, Provincia de Buenos Aires) es un piloto argentino de automovilismo de velocidad. Iniciado en el ambiente de los karts, tuvo una amplia participación en este rubro antes de su debut profesional como piloto de automovilismo. En ese sentido, su debut llegaría en el año 2011, estrenándose como piloto de la Fórmula Metropolitana. Sin embargo, su paso por esta categoría no pasaría de esta temporada, debiendo volver en 2012 a los karts. Finalmente, en el año 2013 debutó en la categoría TC 2000 donde participó compitiendo como piloto oficial de las marcas Renault y Peugeot, teniendo en el medio una breve incursión con la marca Ford. Asimismo, en el año 2014 debutó en la Clase 2 del Turismo Nacional, compitiendo al comando de un Renault Clio.

## Trayectoria
| Año       | Categoría                                         | Automóvil       |
| --------- | ------------------------------------------------- | --------------- |
| 2002-2012 | Piloto de Karts                                   | Karting         |
| 2011      | Debut en Fórmula Metropolitana                    | Crespi-Renault  |
| 2013      | Debut en TC 2000                                  | Renault Fluence |
| 2014      | TC 2000                                           | Ford Focus II   |
| 2014      | TC 2000                                           | Peugeot 408     |
| 2014      | Debut en Clase 2 del Turismo Nacional, 2 carreras | Renault Clio    |
| 2015      | TC 2000                                           | Peugeot 408     |
| 2015      | TC 2000                                           | Ford Focus II   |
| 2015      | Clase 2 del Turismo Nacional                      | Renault Clio    |

### Karting
| Año  | Campeonato                            | Categoría                        |
| ---- | ------------------------------------- | -------------------------------- |
| 2002 | Campeón bonaerense Clase2             | Categoría Escuela Stihl          |
| 2003 | Argentino de Karting                  | Categoría Escuela Stihl          |
| 2003 | Torneo Apertura bonaerense            | Categoría Escuela Stihl          |
| 2003 | Torneo Clausura bonaerense            | Categoría Promocional Stihl      |
| 2004 | Campeonato ProKart                    | Categoría Promocional TBR        |
| 2005 | Subcampeón Torneo Apertura bonaerense | Categoría Promocional Pre Junior |
| 2005 | Torneo Clausura bonaerense            | Categoría Promocional Pre Junior |
| 2009 | Campeonato ProKart 3.º puesto         | Categoría General                |
| 2010 | Campeonato Italiano de Karting        | Categoría General                |
| 2010 | Argentino de Karting 3.º puesto       | Categoría ICC SudAm              |
| 2010 | Campeonato ProKart                    | Categoría General                |
| 2011 | Argentino de Karting                  | Categoría General                |
| 2012 | Mundial de Karting en Japón           | Categoría General                |
| 2012 | Campeonato Europeo                    | Categoría General                |

- [7]

## Resultados

### TC 2000
| Año  | Equipo                    | Auto            | 1    | 2    | 3   | 4   | 5    | 6     | 7   | 8   | 9     | 10     | 11    | 12  | 13  | 14  | 15    | 16    | 17  | 18 | 19  | 20  | 21  | 22  | Res. | Puntos |
| ---- | ------------------------- | --------------- | ---- | ---- | --- | --- | ---- | ----- | --- | --- | ----- | ------ | ----- | --- | --- | --- | ----- | ----- | --- | -- | --- | --- | --- | --- | ---- | ------ |
| 2013 |                           |                 | RC   | BA I | RAF | AG  | LP   | CON   | OLA | ROS | SJO   | JUN    | BA II | PDF |     |     |       |       |     |    |     |     |     |     | 8.º  | 88     |
| 2013 | Escudería Río de la Plata | Renault Fluence | Ret  | 7    | 11  | 7   | 3    | 7     | Ret | 9   | Ret   | 8      | 7     | 8   |     |     |       |       |     |    |     |     |     |     | 8.º  | 88     |
| 2014 |                           |                 | AG I | LP   | JUN | MER | BA I | PAR I | RC  | CON | BA II | PAR II | AG II | GR  |     |     |       |       |     |    |     |     |     |     | 5.º  | 149    |
| 2014 | Escudería Río de la Plata | Ford Focus II   | Ret  | 9    | 4   | 1   | 6    |       |     |     |       |        |       |     |     |     |       |       |     |    |     |     |     |     | 5.º  | 149    |
| 2014 | DTA                       | Peugeot 408 I   |      |      |     |     |      | 3     | 9   | 2   | 11    | 6      | 17    | 13  |     |     |       |       |     |    |     |     |     |     | 5.º  | 149    |
| 2015 |                           |                 | AG   | AG   | CON | CON | BA   | BA    | MER | JUN | JUN   | LP I   | LP I  | NDJ | RAF | RAF | LP II | LP II | SL  | SL | RC  | RC  | CDU | CDU | 13.º | 78     |
| 2015 | DTA                       | Peugeot 408 I   | Ret  | Ret  | 8   | 3   | Ex.  | 13    | 11  | 13† | 15    |        |       |     |     |     |       |       |     |    |     |     |     |     | 13.º | 78     |
| 2015 | Escudería Río de la Plata | Ford Focus II   |      |      |     |     |      |       |     |     |       | 1      | 10    | 13  | Ret | Ret | 8     | 20    | 23† | 8  | Ex. | Ret | 5   | 6   | 13.º | 78     |